# Hocin Betir
Hocin Betir (2 de agosto de 1990) es un deportista argelino que compite en levantamiento de potencia adaptado. Ganó dos medallas en los Juegos Paralímpicos de Verano, bronce en Tokio 2020 y bronce en París 2024.

## Palmarés internacional
| Juegos Paralímpicos | Juegos Paralímpicos | Juegos Paralímpicos | Juegos Paralímpicos |
| Año                 | Lugar               | Medalla             | Categoría           |
| ------------------- | ------------------- | ------------------- | ------------------- |
| 2020                | Tokio (Japón)       | Medalla de bronce   | –65 kg              |
| 2024                | París (Francia)     | Medalla de bronce   | –65 kg              |